# いしいゆか
いしい ゆか（12月26日生、生年非公表）は、日本の漫画家、イラストレーター。大阪府出身。20歳になる前に上京し、現在は兵庫県在住。女性。
2010年1月の『ちゃおデラックス』春待ち超大増刊号に掲載された『神さま彼氏』でデビュー。その後『ちゃお』2011年11月号から2012年1月号にかけて『ふたりのミラクル☆☆』が連載され、同年3月30日に単行本（ISBN 978-4-09-134454-0）として小学館より刊行される。
2019年1月4日刊行の『決定版☆女の子♡男の子の名前うらない3555人スペシャル』（ナツメ社、ISBN 978-4-8163-6562-1）では、カバーイラストなどを担当。
『まんがタイムきららMAX』2020年5月号から6月号にかけて、4コマ漫画『宇宙（）色こんくえすと！』が掲載される。
『まんがタイムきららフォワード』2020年7月号において『ゆめぐりっ！』が読み切り作品として掲載され、9月号からは連載が開始されている（単行本全3巻）。
『WebComicアパンダ』において、2023年4月28日から2025年3月14日まで『舞台袖のクチュリエ』を連載（単行本全3巻）。